# Rrahman Rama
Rrahman Rama (ur. 5 czerwca 1967 w Akrashticë) – kosowski wojskowy w stopniu generała porucznika (gjenerallejtnant), w latach 2015–2021 dowódca Sił Zbrojnych Kosowa.

## Życiorys
W 1990 roku ukończył szkołę średnią w Vučitrnie, a w latach 2011–2014 studiował zarządzanie na jednej z uczelni w Prisztinie.
W 1998 roku służył w Armii Wyzwolenia Kosowa, następnie od 1999 do 2009 roku w Korpusie Ochrony Kosowa, którego był wicedowódcą przez ostatnie trzy lata. Po rozwiązaniu Korpusu Ochrony Kosowa w 2009 roku został mianowany wicedowódcą nowo sformowanych Sił Bezpieczeństwa Kosowa. W 2015 roku został awansowany na stopień generała porucznika (gjenerallejtnant), w tym samym roku został dowódcą sił zbrojnych, przemianowanych w 2018 roku na Siły Zbrojne Kosowa, w listopadzie 2021 zrezygnował ze swojego stanowiska.
Deklaruje wysoką znajomość języków angielskiego i serbskiego.

### Oficjalne spotkania
- czerwiec 2011 – spotkanie w Turcji z dowódcą Tureckich Sił Powietrznych generałem Hasanem Aksayem[7]
- między 2015 a 2018 – spotkanie w Ankarze szefem Türk Silahlı Kuvvetleri generałem Hulusim Akarem[8]
- listopad 2019 – spotkanie w Norwich University w Northfield z prezydentem uczelni Richardem Schneiderem[9]
- 2 marca 2020 – spotkanie w Skopju z prezydentem Macedonii Północnej Stewo Pendarowskim[10]
- 5 maja 2020 – spotkanie w Prisztinie z premierem Kosowa Albinem Kurtim[11]
- 2020 lub 2021 – spotkanie w Prisztinie z pełniącą obowiązki prezydenta Kosowa Vjosą Osmani[12]
- 2021 – spotkanie w Prisztinie z ambasadorem Węgier Józsefem Bencze[13]

## Odznaczenia[2]
- Order Adema Jashariego
- Medal Wojskowy za Służbę w Kosowie
- Medal Zasługi
- Złoty Medal Wojskowy

## Życie prywatne
Jest spokrewniony ze swoim następcą Bashkimem Jasharim.
Żonaty, ojciec trzech synów.